# Predná Hora (Muránska Huta)
Predná Hora – słowacka osada w obrębie Murańskiej Płaniny w kraju bańskobystrzyckim, w powiecie Revúca. Rewir turystyczny. Prowadzi przez nią szlak turystyczny

## Szlaki turystyczne
Predná Hora (sedlo) – osada Predná Hora – Muránska Zdychava. Odległość 7,7 km. Czas przejścia: 2.20 h